# Печеров Андрій Васильович
Андрій Васильович Печеров (нар. 13 грудня 1937, село Вишневе Одеської області, тепер Подільського району Одеської області) — український радянський діяч, голова виконкому Одеської обласної ради. Депутат Верховної Ради УРСР 11-го скликання (з 1986 року), народний депутат України 1-го скликання. Кандидат у члени ЦК КПУ в 1986—1990 р.

## Біографія
Народився в селянській родині.
У 1951—1955 роках — навчання в Ананьївському технікумі механізації сільського господарства Одеської області. У 1955—1960 роках — студент факультету механізації сільського господарства Української сільськогосподарської академії, інженер-механік.
У 1960—1964 роках — механік, головний інженер радгоспу «Семиполківський» Броварського району Київської області.
Член КПРС з 1964 року.
У 1964—1966 роках — старший інженер відділу механізації Бориспільського спеціалізованого тресту овоче-молочних радгоспів Київської області. У 1966—1971 роках — начальник відділу механізації, головний інженер Дарницького спеціалізованого тресту овоче-молочних радгоспів Київської області.
У 1971—1978 роках — 1-й заступник голови Київського обласного виробничого об'єднання «Сільгосптехніка». У 1978—1979 роках — 1-й заступник голови Київського обласного виробничого об'єднання з виробничо-технічного забезпечення сільського господарства Державного комітету по виробничо-технічному забезпеченню сільського господарства УРСР.
У 1979—1982 роках — начальник управління сільського господарства Київського обласного виконавчого комітету.
У 1982—1984 роках — слухач Академії народного господарства при Раді Міністрів СРСР, економіст.
У 1984—1985 роках — заступник завідувача відділу сільського господарства і харчової промисловості Одеського обласного комітету КПУ.
У березні — вересні 1985 року — заступник голови виконавчого комітету, голова планової комісії Одеської обласної Ради народних депутатів.
4 вересня 1985 — квітень 1990 року — голова виконавчого комітету Одеської обласної Ради народних депутатів.
3 1990 року — голова Республіканського виробничого об'єднання з агрохімічного забезпечення сільського господарства «Укрсільгоспхімія».
У 1995—1999 роках — радник Посольства України в Республіці Молдова.

## Нагороди
- орден Трудового Червоного Прапора
- орден «Знак Пошани»
- медалі
- Державний службовець 1-го ранґу (04.2001)